# Kaiserin Auguste Viktoria
'Kaiserin Auguste Viktoria' est un cultivar de rosier obtenu en 1890 par le rosiériste allemand Peter Lambert et mis au commerce en 1891. Il rend hommage à l'impératrice Augusta-Victoria (1858-1921), épouse de Guillaume II et grande amatrice de roses. Ce cultivar est issu de 'Perle des Jardins' x 'Belle Lyonnaise', ou selon d'autres sources de 'Coquette de Lyon' x 'Lady Mary Fitzwilliam',. On peut l'admirer notamment en Allemagne à l'Europa-Rosarium de Sangerhausen où se trouve un buste de sa dédicataire.

## Description
Il s'agit d'un rosier hybride de thé au feuillage vert sombre et aux grandes folioles qui s'élève à 150 cm environ. Il présente de grandes fleurs très doubles en coupe globuleuse. Ses pétales se terminent en pointes enroulés. Les fleurs fleurissent en bouquets et exhalent un agréable parfum. Elles sont d'un joli blanc ivoire dont le cœur est légèrement nuancé de jaune. La floraison est remontante.
Ce rosier est fort vigoureux. Sa zone de rusticité est de 6b à 9b. Il résiste donc bien au froid (-20°).
Il est classé par le Journal des roses en 1896 comme l'une des meilleures variétés des vingt dernières années.

## Descendance
- 'Kaiserin Auguste Viktoria' a donné naissance à une mutation grimpante, 'Kaiserin Auguste Viktoria climbing', mise au commerce en 1897 par l'obtenteur irlandais Alexander Dickson II[6].
- Par croisement avec Rosa foetida var. bicolor Willmott, elle a donné naissance à 'Paula Clegg' (Kiese, 1912) de couleur rouge.
- Par croisement avec Rosa wichuraiana, elle a donné naissance à 'Mary Lovett' (van Fleet, 1915) de couleur blanche.